# Agência Espacial Nacional Sul-Africana
A Agência Espacial Nacional Sul-Africana (em inglês, South African National Space Agency, SANSA) é a agência espacial da África do Sul.
A SANSA foi criada em 9 de dezembro de 2009 pelo National Space Agency Act.
Criação esta realizada através do Presidente  Sul-Africano Jacob Zuma